# Haplogrup mitocondrial humà D
L'haplogrup mitocondrial humà D és un haplogrup humà que es distingeix per l'haplotip dels mitocondris.
L'haplogrup D es creu que es va dispersar per Àsia fa entre 60.000 anys i l'actualitat. És un haplogrup descendent haplogrup M.
L'haplogrup M es troba al nord-est d'Àsia (incloent-hi Sibèria) i és també un dels cinc haplogrups trobats en els indígenes americans, essent els altres l'A, el B, el C, i l'X.
En el popular llibre The Seven Daughters of Eve, Bryan Sykes anomena aquest haplogrup Djigonasee.